# Nicolai Hartling
Johan Nicolai Trock Hartling (født 17. januar 1994 i Hørsholm) er en dansk hækkeløber og rekordindehaver af den danske rekord på 400 meter hæk. Han repræsenterer til daglig den københavnske atletikklub Sparta, og er desuden barnebarn til den tidligere statsminister Poul Hartling.

## Personlige rekorder
| Konkurrence          | Resultat    | Sted                | Dato            | Rekord       |
| -------------------- | ----------- | ------------------- | --------------- | ------------ |
| 200 meter            | 21.78 (1.9) | Østerbro, Danmark   | 4. august 2016  |              |
| 400 meter            | 47.04       | Espoo, Finland      | 20. august 2016 |              |
| 800 meter            | 1.51.22     | Østerbro, Danmark   | 29. august 2015 |              |
| 200 meter hæk (76.2) | 23.82 (0.6) | Østerbro, København | 4. august 2016  |              |
| 400 meter hæk (91.4) | 50.02       | Tallinn, Estland    | 9. juli 2015    | Dansk rekord |

Kilde: Statletik